# De droomkoningin
De droomkoningin is een roman van de Nederlandse schrijver Maarten 't Hart. Het boek kwam in 1980 uit bij de uitgeverij De Arbeiderspers.
De musicoloog Metten Anker loopt na een slippertje terug naar huis. Tijdens zijn tocht probeert hij zich de verschillende vrouwen in zijn leven te herinneren.

## Verhaal
Metten Anker heeft op een presentatie van een cassette met langspeelplaten met de pianotrio's van Joseph Haydn de pianiste Angela Groot-Enzerink ontmoet. Na de presentatie gaat hij met haar mee en heeft seks met haar. Als hij 's nachts haar huis verlaat, waarschuwt Angela hem om niet via het Volkstuinencomplex te lopen. Metten gaat toch het complex in en verdwaalt. Uiteindelijk gaat hij op een bankje zitten en denkt na over de vrouwen in zijn leven. Niet alleen de vrouwen die hij van naam kent, maar ook de naamloze vrouwen die indruk op hem hebben gemaakt. Zo herinnert hij zich een meisje dat naast hem stond op een veerboot en hem vroeg waar in de hemel de Grote Beer staat. Ook vrouwen die hij liever zou vergeten komen voorbij in zijn herinnering, zoals Tante Rieki, de kraamverzorgster toen Mettens zusje werd geboren. Tante Rieki was een nare, agressieve vrouw, ze drukte zelfs het hete strijkijzer tegen het been van Metten.
Als hij verder loopt begint het te regenen en gaat Metten schuilen in een leegstaand tuinhuisje. Maar het huisje blijkt bewoond te zijn. De bewoonster nodigt hem uit verder te komen. De vrouw onthult dat het complex in feite gewoon bewoond is, dag en nacht. Veel mannen en vrouwen met gebroken huwelijken wonen permanent in het complex. Ze praat met Metten over haar stukgelopen huwelijk. De vrouw wordt boos als Metten uiteindelijk weg wil. Als hij verder wil herinnert hij zich meer vrouwen. Bijvoorbeeld Marian, die verliefd was op een ander, maar al haar gevoelens deelde met Metten, die haar op zijn beurt niet durfde te zoenen. Ook komt Irene weer in zijn herinnering, de dochter van de havenmeester die hij leerde kennen als broodbezorger. Een man met een hond ziet Metten in een elektriciteitsmast klimmen om zich te oriënteren. Hij is een jurist die ook op het complex woont. Hij is gespecialiseerd in misgelopen huwelijken. Metten vertelt over zijn huwelijk met Renske van der Meer, een begenadigd violiste. Het blijkt dat het huwelijk tussen Renske en Metten goed is, ook al verschillen ze veel van elkaar. Maar Renske speelt ook wondermooi de werken van Bach, Mettens eerste en wellicht grootste liefde. Alleen kan Metten slecht opschieten met zijn schoonouders, die maar blijven vragen of er geen kinderen komen. De bom barstte toen zijn schoonmoeder belde over het aanstaande twaalfenhalfjarig huwelijksfeest van Renske en Metten. De laatste is woedend over de bemoeizucht van zijn schoonmoeder en vlucht naar de presentatie van de langspeelplatencassette. Hier ontmoet hij Angela met alle gevolgen van dien. Uiteindelijk komt hij 's morgens om zeven uur thuis aan. Renske ligt nog te slapen. Snel kleedt Metten zich uit en gaat naast haar liggen, voor het eerst blij dat zijn vrouw zo'n langslaper is.

## Achtergrond
Een deel van "De Droomkoningin" is autobiografisch. In de autobiografie van 't Hart "Het roer kan nog zes maal om", is zijn worsteling met de rechten en plichten van het huwelijk terug te vinden. Ook zijn vaak heftige, maar op niets uitlopende verliefdheden, komen in dit boek aan het bod, evenals zijn haat-liefdeverhouding met de vrouw. Maar de autobiografische elementen zijn slechts de fundamenten voor deze roman waar Maarten 't Hart de loutering van man weergeeft die is stukgelopen in zijn huwelijk. Net als zijn geestelijke vader worstelt de hoofdfiguur Metten met het fenomeen huwelijk. Hij ergert zich aan diverse zaken als schoonouders en de verschillen tussen hem en zijn vrouw Renske. Metten loopt van het huis van zijn minnares naar het huis van zijn vrouw. Tijdens zijn wandeltocht overdenkt hij de vrouwen in zijn leven en zijn vaak moeilijke verhouding tot hen. Het volkstuincomplex, met alle rondlopende paden en wegen, is een metafoor voor zijn verwarring: Hij kan de uitweg niet vinden en wordt steeds verder verstrikt in de ordening van zijn leven. Als hij in de elektriciteitsmast klimt en afstand neemt, is het beeld helder. Maar zodra hij weer op de grond staat verdwaalt hij op nieuw. Hij kan dat proces slechts doorbreken via de onaantrekkelijke en ongebruikelijke weg.
Het volkstuinencomplex krijgt daarbij de symbolische functie van een soort voorgeborchte. Hij heeft 'gezondigd' door een slippertje te maken en hij kan pas weer 'verlost' worden als hij berouw heeft van zijn 'zonde'. In het volkstuinencomplex moet deze loutering gestalte krijgen. De vrouw die hij aan het begin van het complex ontmoet, praat over haar huwelijk en wijdt Metten als het ware in, in de geheimen van het volkstuinencomplex. Het feit dat ze boos wordt geeft aan dat Metten nog niet klaar is voor zijn berouw. Om die reden blijft hij ook in het complex dwalen. De jurist aan het einde is als een soort scherprechter die probeert te achterhalen of Metten wel is 'gelouterd' van al zijn 'zonden'. Dat de 'loutering' uiteindelijk geslaagd is, blijkt wel uit het feit dat Renske hem 'vergeeft'. Als Metten voorzichtig in bed wil gaan liggen, schrikt ze huilend wakker. Ze zegt dat ze heeft gedroomd dat Metten een meisje heeft gezoend. Ze valt weer in slaap en de berouwvolle Metten hoopt dat ze niet gemerkt heeft dat hij vreemd is gegaan. Hij houdt van zijn vrouw en wil haar ondanks zijn bedenkingen over het huwelijk trouw blijven.
De titel staat zowel voor de echtgenote Renske, als voor de vrouw in het algemeen. Metten kan slecht met de andere sekse opschieten. Renske heeft ontzettend veel slaap nodig en leeft vooral in haar dromen, die ze als ze wakker is gedetailleerd kan reproduceren. Metten staat het liefst vroeg op en vindt in Angela voor het eerst een vrouw, die fysiek even sterk is als hij zelf. Omgekeerd is Angela zielsgelukkig eindelijk een even sterke man te hebben ontmoet.
Het boek is geschreven op de structuur van Plato's Symposion, het twistgesprek van Socrates met zijn leerlingen over de liefde.

## Voetnoot
1. ↑  Volgens Metten heeft Johann Sebastian Bach voor zijn tweede vrouw, zijn droomkoningin, speciaal de aria geschreven uit de cantate 82: "Schlummert ein, ihr matten Augen" https://www.youtube.com/watch?v=uRnA8VaFzD8. Gearchiveerd op 8 augustus 2022.